# Schwäbisches Krippenmuseum

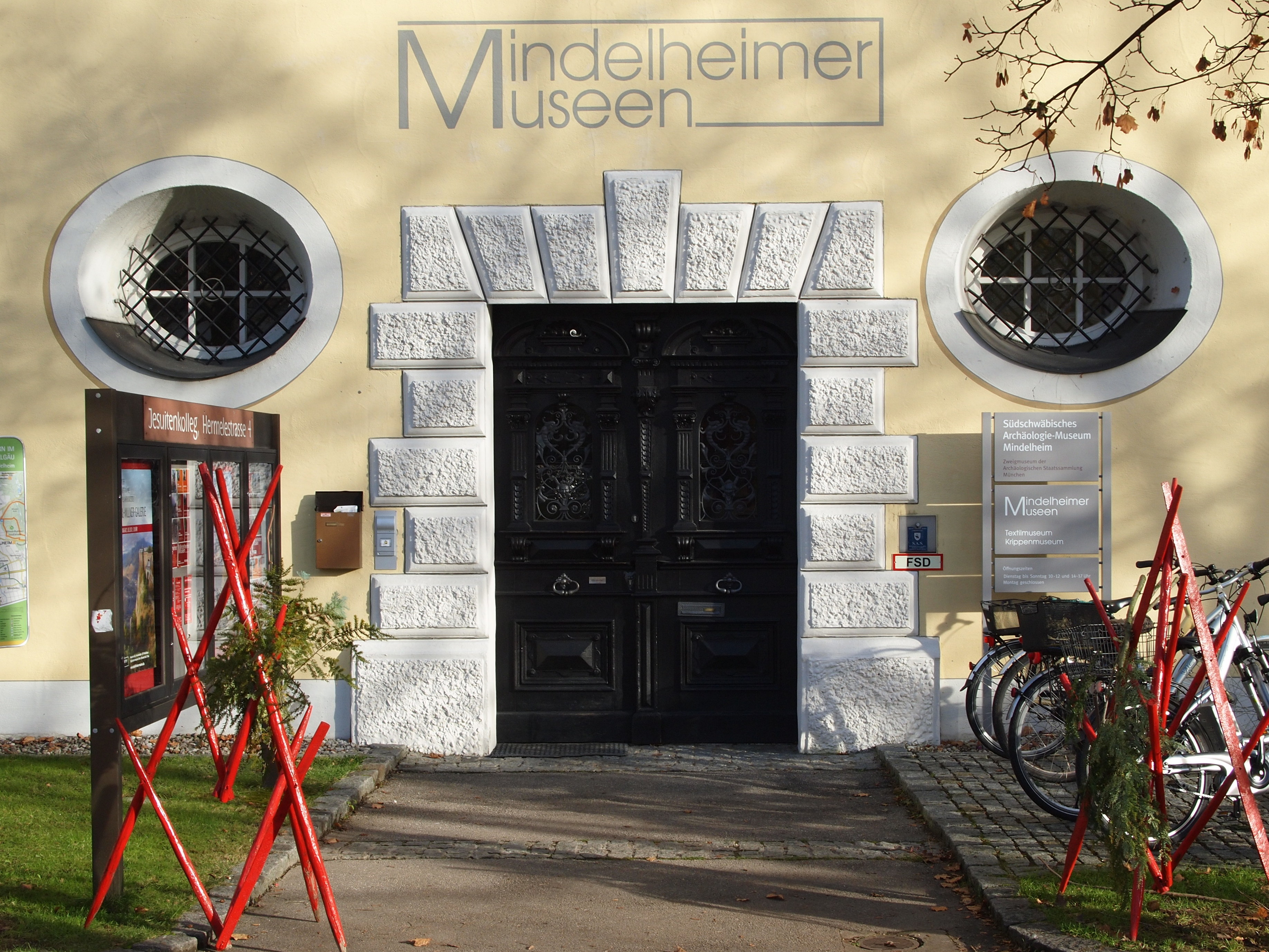
Eingangsbereich des Museums

Das Schwäbische Krippenmuseum befindet sich im ehemaligen Jesuitenkolleg in Mindelheim.

## Geschichte
Das 1989 eröffnete und 2018 neu gestaltete Museum bietet einen Überblick über die Entwicklung der Bilderwelt um Kindheit und Passion Jesu Christi im schwäbischen und bayerischen Raum.

## Sammlungen
Anhand von rund 50 Krippen und insgesamt 230 Exponaten vom Mittelalter (um 1300) bis zur Gegenwart lässt sich die Entwicklung der Krippenkunst nachvollziehen. Andachts- und Hinterglasbilder, Gemälde, Grafiken, Wachsstöcke, lebensgroße Skulpturen aus Mindelheims Kirchen und Kapellen sowie kleinere Devotionalien aus dem süddeutschen Raum vom 15. Jahrhundert bis ins 20. Jahrhundert werden ausgestellt. Madonnenskulpturen, Tafelgemälde und Grafiken verweisen auf die Bildtradition, aus der die späteren Weihnachtskrippen geschöpft haben. Zahlreiche geschnitzte oder aus Wachs modellierte Figuren des Jesuskindes, die sogenannten Fatschenkinder, und Weihnachtskrippen aus Kirchen und Privathäusern vom 18. bis in das 20. Jahrhundert geben einen Überblick über die Formenpalette schwäbisch-bayerischer Krippenkunst.
Darstellungen des Leiden und Sterbens Jesu Christi reichen vom Einzug in Jerusalem bis zur Himmelfahrt.
Ein besonderes Ausstellungsobjekt ist das „Haushälterle“, die älteste bekannte Christkind-Figur der Welt von um 1300.